# Nokia 1600
Nokia 1600 — стільниковий телефон фірми Nokia. Є частиною серії мобільних телефонів Nokia Ultrabasic, анонсованої 2 червня 2005 разом із Nokia 1110, і випущений наприкінці 2005 року. 1600 розроблено для передплачених послуг мобільного зв’язку та пов’язано з Nokia 1110. Примітно, що спочатку він був випущений спеціально для використання клієнтами в країнах, що розвиваються
. Телефон відзначається своєю довговічністю та стійкістю до випадкових падінь. За весь термін його експлуатації було продано 130 мільйонів одиниць, що зробило його одним із найуспішніших телефонів на сьогоднішній день.